# Uwe Schüler
Uwe Schüler (* 18. November 1969 in Finsterwalde, Bezirk Cottbus, Deutsche Demokratische Republik) ist ein deutscher Jurist und politischer Beamter (CDU). Von Dezember 2019 bis Februar 2023 war er Staatssekretär im Ministerium des Innern und für Kommunales des Landes Brandenburg, von November 2023 bis Dezember 2024 war er in gleicher Funktion im Ministerium für Infrastruktur und Landesplanung des Landes Brandenburg tätig.

## Leben
Schüler besuchte von 1976 bis 1986 die Polytechnische Oberschule in Rückersdorf und absolvierte anschließend bis 1989 eine Berufsausbildung mit Abitur zum Facharbeiter für Pflanzenproduktion in Spremberg. 1991 nahm er ein Studium der Rechtswissenschaften an der Humboldt-Universität zu Berlin auf, welches er 1997 mit dem ersten juristischen Staatsexamen abschloss. Es folgten von 1997 bis 1999 das Rechtsreferendariat am Kammergericht in Berlin sowie 1999 das zweite juristische Staatsexamen.
Ab 2000 war Schüler selbständiger Rechtsanwalt mit einer Kanzlei in seiner Geburtsstadt Finsterwalde. Von 2000 bis 2002 war er zudem Geschäftsführer der Jungunternehmer Elbe-Elster Betreibergesellschaft, von 2001 bis 2018 Referent der Landesgruppe Brandenburg der CDU/CSU-Fraktion im Deutschen Bundestag sowie wissenschaftlicher Mitarbeiter (2001–2018) und persönlicher Referent (2018–2019) beim Mitglied des Deutschen Bundestages, Michael Stübgen. Mit dessen Berufung zum brandenburgischen Minister des Innern und für Kommunales im Zuge der Bildung des Kabinetts Woidke III wurde Schüler am 3. Dezember 2019 zum Staatssekretär im Ministerium des Innern und für Kommunales des Landes Brandenburg berufen. Am 27. Februar 2023 versetzte Innenminister Stübgen ihn in den einstweiligen Ruhestand, da „das notwendige Vertrauen für eine gemeinsame weitere Zusammenarbeit im Dienste des Landes nicht mehr gegeben“ gewesen sei. Ab November 2023 war er als Nachfolger des zum Minister ernannten Rainer Genilke Staatssekretär im Ministerium für Infrastruktur und Landesplanung des Landes Brandenburg. Am 13. Juni 2024 wurde Uwe Schüler zum Vorsitzenden des Aufsichtsrates des Verkehrsverbundes Berlin-Brandenburg berufen. Er folgte turnusgemäß auf die ehemalige Staatssekretärin Claudia Stutz der Berliner Senatsverwaltung für Mobilität, Verkehr, Klimaschutz und Umwelt. Mit der Bildung des Kabinetts Woidke IV am 11. Dezember 2024 schied Schüler aus dem Amt des Staatssekretärs aus.
Uwe Schüler ist verheiratet und Vater eines Kindes.